# Vesicularia glaucopinnata
Vesicularia glaucopinnata är en bladmossart som beskrevs av C. Müller 1901. Vesicularia glaucopinnata ingår i släktet Vesicularia och familjen Hypnaceae. Inga underarter finns listade i Catalogue of Life.